# Chiostro di San Potito
Il Chiostro di San Potito è un chiostro monumentale di Napoli ubicato in via Salvator Rosa.
Fu costruito nel 1615 su progetto di Pietro De Marino, che disegnò un chiostro a due ali con vista sul mare e verso San Martino. 
Le strutture conventuali sono ben conservate, ma le decorazioni in piperno delle finestre sono state ricoperte da vernice grigia durante un restauro.
Dal 1809, con l'espulsione dei religiosi, venne adibito a caserma militare.